# Hans Henning Cronhjort
Hans Henning Cronhjort, född 1688 i Kalmar, död 1727, var en svensk friherre och militär. Han var son till Abraham Cronhjort och bror till Carl Gustaf Cronhjort.

## Biografi
Cronhjort blev 1708 livdrabant och följde som sådan Karl XII till Turkiet. Då den turkiska byråkratin försökte hindra kungen att komma i direkt kontakt med sultanen, lyckades Cronhjort 1710, förklädd till turk, komma fram till denne och i hans hand lämna ett brev från Karl XII. 1718 blev Cronhjort korpral i drabantkåren och sedan överstelöjtnant men gick därefter i rysk tjänst, där han utnämndes till generalmajor.